# 伝書鳩

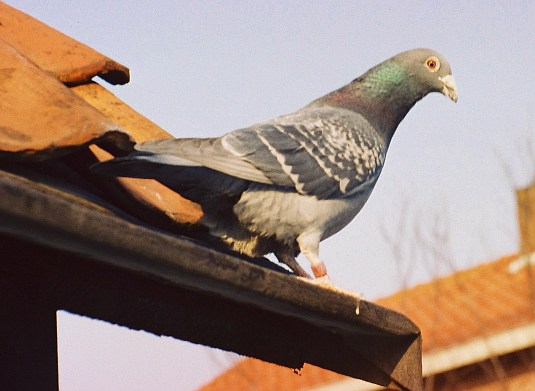
伝書鳩

伝書鳩（でんしょばと、英語：homing pigeon、carrier pigeon）または伝書バトとは、鳩の仲間であるカワラバトの帰巣本能を利用し遠隔地にメッセージを送る通信手段として使用するため、方向感覚に優れ、長距離の飛行に耐えるように品種改良された飼い鳩のことをいう。第2次世界大戦直後までは軍事上の通信に多用されたため軍用鳩とも呼ばれていたが、その後の有線および無線による通信技術の発達などにより次第に実用上の役割を失っていった。新聞社による写真フィルムの運搬や、家畜の人工授精のための精液の輸送などに最後まで利用されたが、共に1960年代半ばには廃止されている。現在では主に愛好家による競技用のレース鳩（英語：racing pigeon）として飼育されている。

## 概要
伝書鳩は、長年に及ぶ品種改良の結果、飛翔能力と帰巣本能が優れ、1000キロメートル以上離れた地点から巣に戻ることができるといわれる。比較実験の結果、野生のドバトの帰還可能範囲は数十キロメートル以下とされる。使い方としては、遠隔地へ伝書鳩を輸送し、脚に通信文を入れた小さな筒（現在ではアルミ製が多い）を付けて放鳩（ほうきゅう）する。飼育されている鳩舎に戻ってきたところで通信文を受け取る。通信文だけでなく、伝書鳩が持てるような小さな荷物を運ぶこともあり、その場合は背中に持たせることも多かった。特に僻地医療で血清や薬品等の運び手として重要な役を担った。伝書鳩が迷って戻れなくなったり、猛禽類などに襲われて飛行不能・未帰還に終わることもあったため、通信目的を確実に果たせるよう、同じ通信文を複数の伝書鳩に持たせて放されることも多かった。伝書鳩は上述の通り1000 km以上離れた地点から戻ることができるが、通常は200キロメートル以内の通信・運搬等に使われた。
電気が必要ない、フィルムや薬品・血清・家畜の精子等、軽量な物資を素早く運搬できるなど、無線通信などに比べて利点もあるため、通信用をはじめ、軍事用（伝令や偵察）・報道用（主に新聞社や通信社）・医療用・畜産用等の通信ならび運搬手段として1960年代ごろまで広く使われたが、近年は交通や通信手段の発達によってその役目を終え、現在では実際に物資の運搬に使われることは稀である。呼称も伝書鳩からレース鳩へ移り、主にスポーツとして開催される鳩レースへ参加するため、愛好家が品種改良や訓練を行っている。農林水産省が統轄する使役動物に指定されており、脚環の装着と所有権登録、迷い鳩の引き取り、ワクチンの接種などが義務化されている。
あくまで帰巣本能を利用したものであり、一度飛ばした鳩は自分の巣に帰るだけなので、往復通信を行うためには双方に鳩舎が必要であり、あらかじめ鳩を輸送しておかなければならないため通信を行える回数に制限がある。1羽の鳩は1つの目標にしか対応しないため、通信先が複数ある場合はその数だけ鳩を用意しなければならない。移動目標に向かって伝書鳩を送ることは出来ないため、船舶から陸上へ飛ばすことは出来ても、陸上から船舶へは送れない。ただし、特殊な例として「往復鳩」と、戦時中の日本軍の「移動鳩」の存在がある。「往復鳩」は、2つの地点の鳩舎を往復するもので、寝場所とエサ場の棲み分けによって現在でも訓練できる。一方「移動鳩」は、戦場において、移動式の鳩舎を探して鳩が帰ってくるもので、放鳩後に原隊が移動しても、訓練された軍用移動鳩は移動先へ帰巣することができた。その実態や訓練法は古い書籍で見ることができるが、現在ではその技術やノウハウは失われている。

## 歴史
伝書鳩の歴史は非常に古く、紀元前約5000年のシュメールの粘土板にも使用をうかがわせる記述があるという。確実な記録では紀元前約3000年のエジプトで、漁船が漁況を知らせるために利用していたらしい。このころのエジプトでは様々な鳥で通信することが試みられたが、人によく馴れて飼いやすく、飛翔能力、帰巣本能に優れるカワラバト（ドバト）が選ばれ定着したらしい。ただ、この当時ハトは主に食用として飼育されており、伝書鳩としてはあまり広く使われていなかった。ギリシャのポリス間の通信に使われた。特に各ポリス代表が参加して行われた競技会の覇者は、鳩の足に赤いリボンを結び付け、故郷への勝利と栄誉の便りとした。ローマ帝国で通信手段として広く使われ各地に広まった。

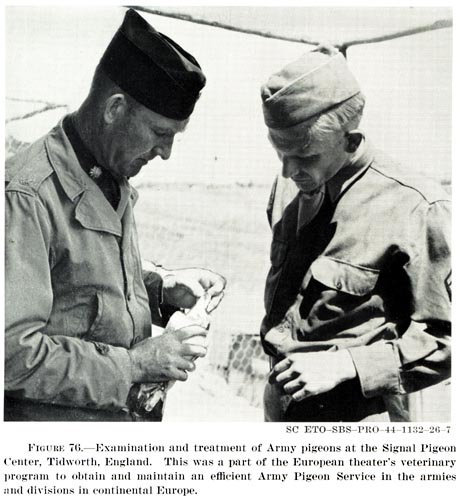
軍用鳩（写真は米軍）

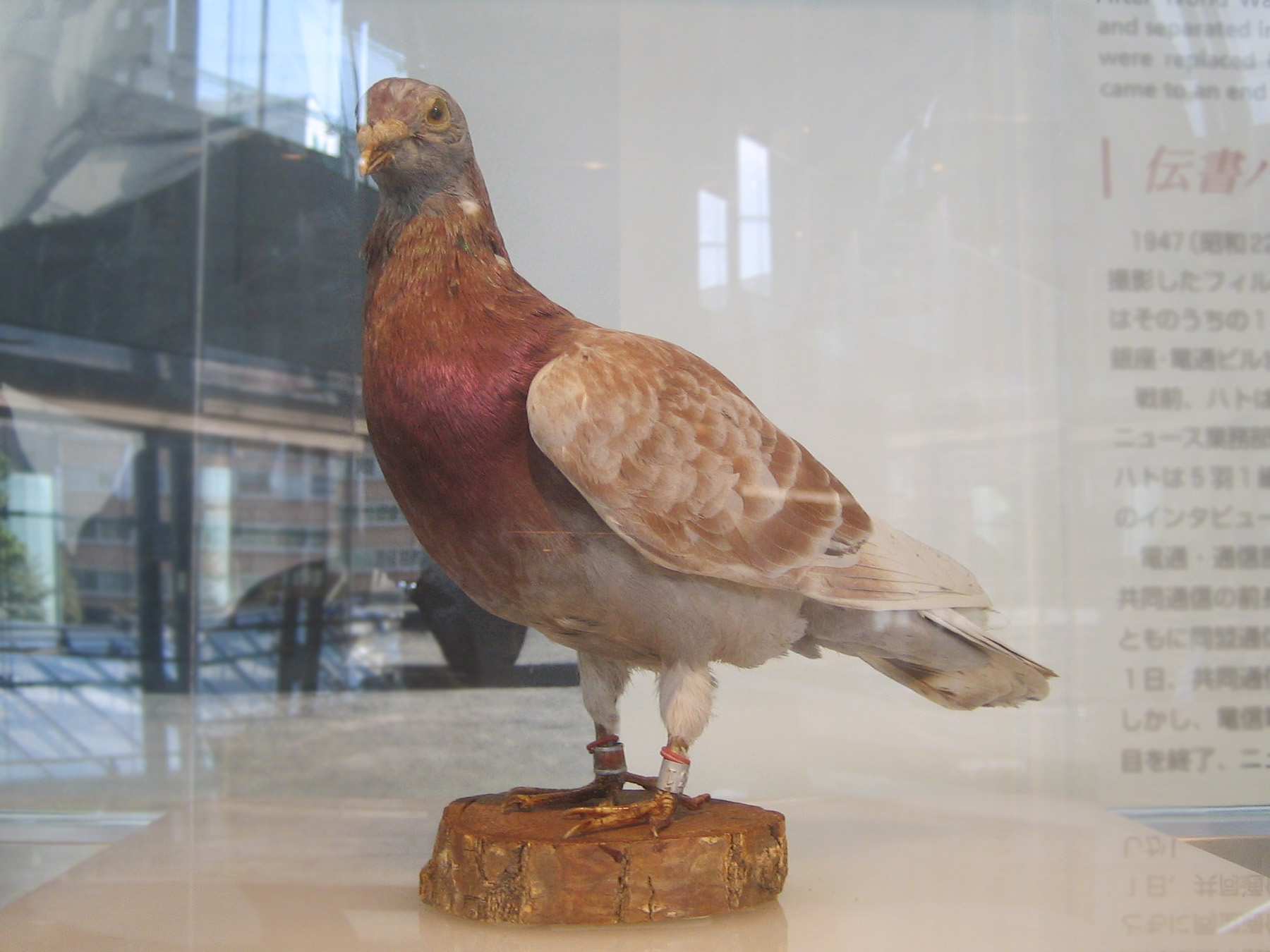
報道用伝書鳩「共同331号」の剥製。共同通信社本社内

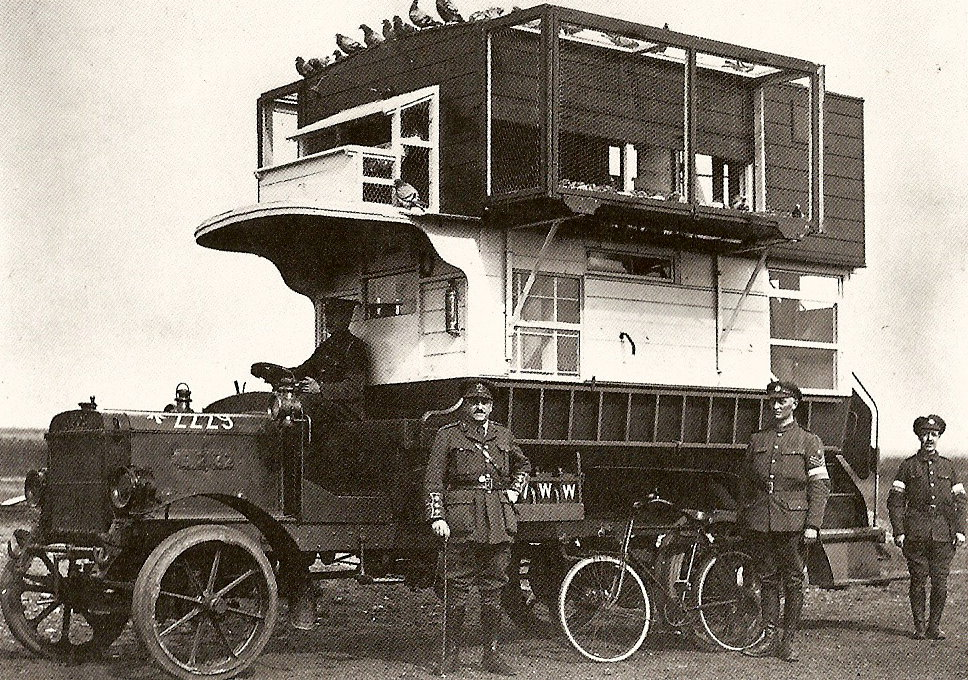
第一次世界大戦で運用されたLGOC B型二階建バスを改造した移動式の鳩小屋

ローマ帝国以降は主に軍事用の通信手段として広く使われ、産業革命期以降に最盛期を迎えた。第二次世界大戦時のイギリス軍は約50万羽の軍用鳩を飼っていたという。第二次大戦中は伝書鳩が広く使われたため、ドイツ軍は対抗手段として、タカを使って伝書鳩を襲わせた。また、近代になって報道機関が発達すると、通信用に使われた。1850年のロイターの創業時は伝書鳩が主な通信手段だった。当時、最速の通信手段であった。

### 日本での歴史
日本には、カワラバトは飛鳥時代には渡来していた。伝書鳩としては江戸時代に輸入された記録があり、京阪神地方で商業用の連絡に使われた。大坂 - 大津間の米取引で大津の米商は大坂の米価の情報を早く掴むことを競っており、大坂 - 大津間では旗や幟を使った通信が盛んに行われていた。幕府は何度も旗や幟による通信の禁令を出したが、時代が下ると鳩による通信も禁令に加えられており伝書鳩も用いられていたことがわかっている。1783年に大阪の相場師・相模屋又八が投機目的で堂島の米相場の情報を伝えるために伝書鳩を使ったのを咎められ、幕府に処罰されている。
明治時代に入ると、軍事用として本格的に様々な系統の伝書鳩が輸入され、飼育された。有名なものでは南部伯爵が導入した南部系などが現存している。民間でも報道用・趣味としても飼育が増え、1883年（明治26年）に軍用鳩を払い下げられたのを東京朝日新聞が初めて報道で使用、1895年（明治28年）に本格的に使われるようになり、有楽町に集まる新聞各社の屋上には鳩小屋が作られた。第二次世界大戦に入ると、食糧難・軍用に献納されるなどで民間の飼育者は一時的に激減した。
戦後になると飼鳩は若年層の間でブームとなり、1964年の東京オリンピックの開会式での放鳩行事の影響もあり、ピークの1969年には年間脚環登録羽数は400万羽弱に達した。その後、漫画「レース鳩0777（アラシ）」などの影響で一時的なブームがあったものの、1965年頃には報道では使われなくなり、漸減傾向にある。新型インフルエンザ発生地域のレース自粛など、新しい問題も起きている。
21世紀に入り、脚環に電子チップを内蔵して帰還を自動的に記録する自動入舎システムが普及したため、子供の頃にハトを飼っていた団塊の世代が、リタイア後にレース鳩の飼育を再開し鳩レースを楽しむことが小ブームになっている。
2010年以降に情報IT関連の新しい試みとして、レース鳩に合計2TB程度のマイクロSDカードなど超小型メモリーチップを、200km程度の短距離で所要時間約2時間程度飛行させ、GPSユニットやCCDカメラなどを取り付けて詳細な生態や飛行コースを追跡する実験も行われている。

### 伝書鳩の帰巣率の低下と諸要因
1988年6月にフランスから英国へ向けて行われた国際伝書鳩レースは、たまたま強い磁気嵐が起きている日に行われ、放たれた5000羽の鳩のうち、2日後のレース終了までにゴールに到着したのはわずか5%程度、ほぼ全滅という結果になった。この事件をきっかけに磁場と鳩の帰巣能力の関係に関する実験が多く行われた。
日本では、1970年代を境に、鳩レースの平均帰還率は低下傾向を辿り、数千羽規模の登録レースでも、最終レースを待たず全滅することが各地で頻発している。
イギリスでも帰還率は5割を切っている。

### 輸送
国際航空運送協会により伝書鳩の輸送方法が規定されている。2019年には段ボールなど耐水性の無い箱での輸送が不可能となった。
日本では鳩はゆうパックで送ることが可能だったが、2025年3月末をもって引き受けを終了しゆうパックで送ることは出来なくなった。

## インターネットスラングとして伝書鳩行為
オンラインゲームにおいて、配信者同士の対決中に、一方の対戦相手である配信者のゲーム内での動きや位置情報などを、自身の視聴者である別の配信者に密かに伝える行為を指す。この行為は、相手の情報を不正に入手し、自身の有利に事を進めようとするものであるため、一般的に不正行為と見なされる。この行為が、あたかも伝書鳩がメッセージを運ぶかのように情報を伝達することに由来し、「鳩」または「鳩行為」と例えられるようになった。情報を得た側のプレイヤーが不当に有利になり、正当な実力に基づいた駆け引きや戦略が損なわれるため、対戦相手だけでなく、視聴者も含む多くの人々のゲーム体験を損なうとして配信者の多くは禁止している。多くのオンラインゲーム運営や配信プラットフォームでは、このような不正行為に対して、アカウントの凍結やBAN（利用停止）などの厳しい措置を講じている。また、視聴者側も、鳩行為に加担しないよう注意喚起がなされている。

## エピソード
- ネイサン・ロスチャイルドは、伝書鳩によってワーテルローの戦いの結果をいち早く知り、イギリス公債相場で巨利を得たといわれる[19]。
- マリー・アントワネットは、投獄中、一羽の鳩で外部の王党派と連絡を取り合っていたと言われるが、真偽は不明[20]。
- ヴェルダンの戦いで、ドイツ軍に包囲されたフランスの一要塞守備隊が、救援を要請する伝書鳩を放つ（結局支援は間に合わず、この守備隊は降伏・開城する）。鳩はフランス軍の本営にたどり着くも、衰弱しきっておりそのまま死亡。“殉職”としてレジオンドヌール勲章が叙勲された[21]。
- 第二次世界大戦時のイギリス軍が利用した伝書鳩（軍鳩）のうち、過酷な状況でも飛翔し通信に成功したものには、動物向けの勲章であるディッキンメダルが授与されている[22]。
- 1983年、英国で少女が誘拐され、犯人が身代金の受け渡しにダイヤモンドを伝書鳩に付けて飛ばすように指定した事件が発生した。しかし、この伝書鳩は王立伝書鳩協会の脚環を装着したままだったため、標識から身元が割れた犯人は逮捕され、人質の少女は無事保護された。
- RFC 1149 / RFC 2549では、伝書鳩によるIPデータグラムの転送に関して記述されている（鳥類キャリアによるIP）。これはエイプリルフールのジョーク規格である。